# Kindervorsorgeuntersuchung
Kindervorsorgeuntersuchungen sollen sicherstellen, dass Defekte und Erkrankungen von Neugeborenen, Kleinkindern und Kindern, insbesondere solche, die eine normale körperliche und geistige Entwicklung des Kindes in besonderem Maße gefährden, möglichst schnell durch einen Kinder- und Jugendarzt oder Hausarzt erkannt werden, um früh eine Therapie einleiten zu können. Zugleich sollen die Untersuchungen dazu beitragen, Fälle von Vernachlässigung, Verwahrlosung, Kindesmisshandlung oder sexuellem Missbrauch zu erkennen und einem entsprechenden Fehlverhalten der Erziehungsberechtigten vorzubeugen. In einigen deutschen Ländern ist deshalb ein verbindliches Einlade- und Meldewesen zur Vorstellung zu den Untersuchungen beschlossen worden.

## Situation nach Ländern

### Deutschland
Der Gemeinsame Bundesausschuss der Ärzte und Krankenkassen hat in den „Kinder-Richtlinien“ die ärztlichen Maßnahmen zur Früherkennung von Krankheiten bei Kindern bis zur Vollendung des 6. Lebensjahres festgelegt. Die Kindervorsorgeuntersuchungen U1 bis U9 werden im gelben Kinder-Untersuchungsheft „Gelbes Heft“ des Gemeinsamen Bundesausschusses vom Kinder- und Jugendarzt oder Hausarzt dokumentiert. Rechtsgrundlage der Kindervorsorgeuntersuchungen ist § 26 SGB V.
Kindervorsorgeuntersuchungen wurden in Deutschland erstmals 1971 als verbindliche Maßnahme zur Früherkennung von Krankheiten bei Kindern eingeführt. 

### Niederlande
In den Niederlanden finden die medizinische Basisversorgung für Kinder bis zum vierten Lebensjahr einschließlich der Kindervorsorgeuntersuchungen und der Impfungen nicht in Praxen einzelner Kinder- und Jugendärzte statt, sondern zentral in Institutionen der Jugendgesundheitsbehörde, den consultatiebureaus. Die Eltern erhalten eine Einladung zur Teilnahme von der Gemeinde, und die medizinischen Informationen werden ähnlich wie in Deutschland in ein Buch eingetragen.

### Österreich
Als Mutter-Kind-Pass bezeichnet man in Österreich eine Gesundheitsvorsorge, die eine werdende Mutter ab der Feststellung einer Schwangerschaft vom zuständigen Frauenarzt, vom Hausarzt oder von Schwangerenberatungsstellen bekommt. In diesem Heftchen werden die Ergebnisse von Vorsorgeuntersuchungen sowohl während der Schwangerschaft als auch in den ersten Lebensjahren des Kindes dokumentiert. Die im Mutter-Kind-Pass-Programm vorgesehenen Untersuchungen dienen zur Früherkennung und rechtzeitigen Behandlung von Schwangerschaftskomplikationen sowie zur Kontrolle des Entwicklungsstandes des Kindes. Der Mutter-Kind-Pass bzw. die darin vorgesehenen Untersuchungen sind gesetzlich nicht vorgeschrieben, der lückenlose Nachweis aller Untersuchungen ist aber Voraussetzung für die Gewährung des vollen Kinderbetreuungsgeldes ab dem 21. Lebensmonat.

### Schweden
In Schweden haben Eltern bei Arztbesuchen, ebenso wie bei Krankheit eines Kindes, Einschulungen oder ähnlichen Situationen einen Anspruch auf Arbeitsfreistellung und eine damit einhergehende Gewährung eines zeitweiligen Elternschaftsgeldes (tillfällig föräldrapenning) in Höhe von 80 % des Einkommens.

### Schweiz
Nach den ersten Untersuchungen gemäß Apgar-Test nach 1, 5 und 10 Minuten wird innerhalb von Stunden die erste ausführliche Untersuchung vorgenommen, die sogenannte Erstuntersuchung, die durch eine Hebamme oder einen Arzt durchgeführt wird.
Die erste Kontrolluntersuchung findet meist zwischen dem 3. und 7. Lebenstag statt. Diese und weitere werden gemäß Checkliste der Schweizerischen Gesellschaft für Pädiatrie durchgeführt (Stand 2011):
Alle Eckdaten werden dabei in das Gesundheitsheft dokumentiert, das Eltern griffbereit haben sollen.
| Kindesalter | Inhalt (Beispiele, Schwerpunkte) |
| ----------- | --- |
| 1 Woche     | Anamnese (Wochenbett), Entwicklung (Motorik, Blick, lässt sich trosten), Sonographie der Hüftgelenke, Stoffwechselscreening, POx, Vitamin K, Vitamin-D-Prophylaxe                                                              |
| 1 Monat     | Anamnese, Entwicklung (Reaktion auf Ansprechen) |
| 2 Monate    | Anamnese (Ernährung, Schlafen, Risikofaktoren Misshandlung usw.), Entwicklung (Motorik, Lächeln, Geräusche), Untersuchung, 1. Impfungen                                                                                        |
| 4 Monate    | Anamnese (Befindlichkeiten, Ernährung usw.), Entwicklung (Motorik, Greifen, orale Erkundigung etc.), Untersuchung, 2. Impfungen                                                                                                |
| 6 Monate    | Anamnese, Entwicklung (Motorik, Kommunikation), Untersuchung, 3. Impfungen |
| 9 Monate    | Anamnese (Ernährung, Fremdeln), Entwicklung (Sitzen, Erkunden der Umwelt), Untersuchung |
| 12 Monate   | Anamnese, Entwicklung (Bewegung, Spiel, Reaktion auf Sprache), Untersuchung (insbes. Augen, Ohren) |
| 18 Monate   | Anamnese, Entwicklung (Motorik, Spiel, Sprache, emotionale Fähigkeiten), Untersuchung (insbes. Augen, Ohren) |
| 24 Monate   | Anamnese (Sauberkeit), Entwicklung (hüpfen, Essen, Eltern nachmachen, drückt sich in Sprache aus, Eifersucht usw.), Untersuchung                                                                                               |
| 3 Jahre     | Anamnese (Ernährung), Entwicklung (Dreiradfahren, Zeichnen, emotionale Fähigkeiten), Untersuchung |
| 4 Jahre     | Anamnese (Spielgruppe/Kinderkontakte), Entwicklung (Einbeinstand, Spielregeln befolgen, Geschichten erzählen, «trocken»), Untersuchung (Flüstersprache, Sprachaudiometrie)                                                     |
| 6 Jahre     | Anamnese, Entwicklung (Velofahren, Sprache, Lesen), Familie (soziales Situation und Verhalten), Untersuchung (Beinlänge, Skoliose etc.)                                                                                        |
| 10 Jahre    | Anamnese, Körperbild & Sexualität (Aufklärung, Vorbereitung Pubertät), Schule, Soziales, Autonomie, Familie, Freizeit, Freunde (Integration, Isolation, Beziehungen), Untersuchung                                             |
| 12 Jahre    | Anamnese, Körperbild & Sexualität (subjektives Über-/Untergewicht), Schule, Soziales, Autonomie, Familie, Freizeit, Freunde (Integration, Isolation, Beziehungen), Untersuchung                                                |
| 14 Jahre    | Anamnese, Körperbild & Sexualität (Sexualentwicklung, Menstruation, Drogenkonsum, Bulimie), Schule, Soziales, Autonomie, Familie, Freizeit, Freunde (Berufspläne, Integration, Isolation, Beziehungen), Untersuchung, Abschied |

### Deutschland
- Gesellschaft für Neugeborenenscreening
- Früherkennung und Vorsorge – kindergesundheit-info.de: unabhängiges Informationsangebot der Bundeszentrale für gesundheitliche Aufklärung (BZgA)
- U1 bis U9 – zehn Chancen für Ihr Kind – kindergesundheit-info.de: unabhängiges Informationsangebot der Bundeszentrale für gesundheitliche Aufklärung (BZgA)
- Gemeinsamer Bundesausschuss: Früherkennung von Krankheiten bei Kindern

### Schweiz
- swissmom.ch: Erstuntersuchung; Vorsorgeuntersuchungen im 1. Lebensjahr, ab dem 1. Lebensjahr